# Ahmed Kamel
Ahmed Kamel (Il Cairo, 1981) è un artista egiziano.
Nasce a Il Cairo nel 1981, dove ha studiato pittura e si è laureato nel 2003. Ha partecipato a diverse personali e collettive in Medio Oriente e in Europa.

## Tematiche
Il principale interesse di Ahmed Kamel riguarda la vita domestica e urbana. Egli usa la fotografia, il video e il disegno per affrontare alcune questioni sociali. Il suo lavoro riguarda principalmente il modo in cui la società costruisce e idealizza la propria identità attraverso mezzi di rappresentazione visiva che agiscono come marcatori del background sociale e culturale dei popoli.

## Attività

### Mostre personali
- 2010: “Local Star”, Mashrabia Gallery, Il Cairo, Egitto
- 2010: “By law”, Marks blond, Berna, Svizzera
- 2010: “Spiral”, Progr, Berna, Svizzera
- 2009: “Shop-Abutting ”, ArtElLewa, Il Cairo, Egitto
- 2008: “Home-the Self”, Le CFCC, Mounira, Il Cairo, Egitto
- 2008: “Sowar Min El Salon”,Le CFCC, Heliopolis, Il Cairo, Egitto

### Mostre collettive
- 2011: “Propaganda by Monuments”, CIC, Il Cairo, Egitto
- 2010: “Cairo Documenta”, Viennoise Hotel, Il Cairo, Egitto
- 2010: “Noord”, Mediamatic, Amsterdam, Paesi Bassi
- 2010: “20 years Mashrabia”, Mashrabia Gallery, Il Cairo, Egitto
- 2010: 21st Cairo Youth Salon, Palace of Arts, Il Cairo, Egitto
- 2009: “Invisible Presence”, Samaa Khana, Il Cairo, Egitto
- 2009: “Embedded Realities”, Kunstraum, Düsseldorf, Germania
- 2009: Selection from the 20th Youth Salon, Darat al Funun, Amman, Jordan
- 2009: “Under Constriction”, Hayaka arti, Istanbul, Turchia
- 2009: 20th Cairo Youth Salon, Palace of Arts, Il Cairo, Egitto
- 2009: “Photocairo 4”, Brandts Museet for Fotokunst, Odense, Denmark
- 2008: “Photocairo 4”, Townhouse Gallery, Il Cairo, Egitto
- 2007: “Malash-Kairo”, Meinblau Kunst & Atelierhaus, Berlino, Germania
- 2007: “A Face In Cairo”, Falaki Galley, AUC in Il Cairo, Egitto
- 2007: “Cartography”, CIC, Il Cairo, Egitto
- 2007: 17th Youth Salon, Palace of Arts, Il Cairo, Egitto
- 2004: 5th Nile Salon, Palace of Arts, Il Cairo, Egitto
- 2004: “Pick 2”, Townhouse Gallery, Il Cairo, Egitto
- 2003: 15th Youth Salon, Palace of Arts, Cairo Opera House, Egitto
- 2003: 4th Nile Salon, Palace of Arts, Il Cairo, Egitto
- 2003: Salon of Small Pieces, Center of Arts, Il Cairo, Egitto
- 2002: “Obligatory Direction”, Cordoba Gallery, Il Cairo, Egitto
- 2002: 14th Youth Salon, Palace of Arts, Il Cairo, Egitto
- 2002: Salon of Small Pieces, Center of Arts, Il Cairo, Egitto
- 2001: 13th Youth Salon, Palace of Arts, Il Cairo, Egitto

### Pubblicazioni
- 2010: “Photography and Egypt”, Ed Maria Golia, Reaktion Books - Exposures
- 2009: “PhotoCairo 4-The Long Shortcut”, Ed Aleya Hamza & Edit Molnar, catalog
- 2007: “Sowar Min El Salon” Images From the Parlour, Ed Aleya Hamzar, catalog

### Residenze
Kamel è stato il destinatario di una serie di residenze tra cui "Mediamatic" Amsterdam, Paesi Bassi, "Prohelvetia", Berna, Svizzera, "Land NRW", Düsseldorf, in Germania e "Tra vicini", Istanbul, Turchia.